# International Brotherhood of Teamsters
La International Brotherhood of Teamsters (IBT) è un sindacato degli autotrasportatori degli Stati Uniti e del Canada nato nel 1903 dalla fusione dei sindacati Team Drivers International e The Teamsters National. Oggi rappresenta diversi appartenenti ai colletti blu (Classe operaia) e dei colletti bianchi sia del settore pubblico che privato.
Il sindacato nel 2013 aveva circa 1,3 milioni di iscritti.
In precedenza era conosciuto come "International Brotherhood of Teamsters, Chauffeurs, Warehousemen and Helpers of America" (Fratellanza internazionale degli autotrasportatori, degli autisti, dei magazzinieri e degli ausiliari) o IBT è un membro del Change to Win Federation e del Canadian Labour Congress.

## Organizzazione

### Presidente Generale
- 1903 Cornelius Shea
- 1907 Daniel J. Tobin
- 1952 Dave Beck
- 1957 James R. Hoffa
- 1971 Frank Fitzsimmons
- 1981 George Mock (interim)
- 1981 Roy Williams
- 1983 Jackie Presser
- 1988 Weldon Mathis (interim)
- 1989 William J. McCarthy
- 1991 Ron Carey
- 1998 James Hoffa
- 2022 Sean M. O'Brien

### Numero di membri
- 1933 - 75.000 (Periodo della depressione)
- 1935 - 146.000
- 1949 - 1 milione
- 1957 - 1,5 milioni
- 1976 - 2 milioni
- 1987 - 1 milione
- 2003 - 1,7 milioni
- 2008 - 1,4 milioni
- 2014 - 1,2 milioni
- 2019 - 1,4 milioni

### Divisioni e conferenze
- Airline Division
- Bakery and Laundry Conference
- Brewery and Soft Drink Conference
- Building Material and Construction Trade Division
- Carhaul Division
- Casino, Trade Show and Convention Division
- Dairy Conference
- Express Division
- Food Processing Division
- Freight Division
- Graphic Communications Conference
- Health Care Division
- Industrial Trade Division
- Motion Picture and Theatrical Trade Division
- Newspaper, Magazine and Electronic Media Worker
- Package Division
- Parking Division
- Port Division
- Public Services Trade Division
- Solid Waste and Recycling Division
- Rail Conference
- Tankhaul Division
- Warehouse Division